# Atenió (rei)
Atenió (grec antic: Ἀθηνίων, Athēníōn, llatí: Athenio) fou un cilici que mercès a la seva riquesa i als seus coneixements d'astrologia va aconseguir fer-se elegir líder dels rebels de la part occidental de l'illa de Sicília.
Després d'un afortunat atac contra Lilibèon es va unir a Salvi Trifó proclamat rei dels rebels, que sospitant de la seva ambició no va tardar a fer-lo empresonar, però després el va alliberar quan la lluita contra els romans es va intensificar. Atenió es va distingir en la lluita contra Luci Licini Lucul·le i va ser malferit però es va refer. Va donar a conèixer als esclaus sublevats un pronòstic astrològic, després d'haver estudiat les estrelles, segons el qual, l'illa de Sicília cauria a les seves mans, i que per això havien de tractar amb respecte la terra i els cultius, com si ja fossin d'ells. A les ordres de Salvi va conquerir Triocala.
A la mort de Salvi, el va succeir com a rei i va mantenir la lluita per un temps i conquerint Makella, però el 101 aC els romans van enviar contra ell al cònsol Mani Aquil·li el Jove que va aconseguir sufocar la revolta i va matar a Atenió de pròpia ma.